# عملة 250 ريال يمني
تُعد عملة 250 ريال يمني أحد الفئات النقدية للريال اليمني، وتُمثل ثالث أكبر فئة في النظام النقدي المحلي، أصدر البنك المركزي اليمني هذه الفئة مرة واحدة فقط في عام 2009.

## الإصدارات الورقية
| الوصف | الوصف                                  | الوصف                                  | الوصف                                  | الوصف                  | الوصف                  | الوصف                  | الوصف                  |
| --- | -------------------------------------- | -------------------------------------- | -------------------------------------- | ---------------------- | ---------------------- | ---------------------- | ---------------------- |
| جهة الإصدار: البنك المركزي اليمني | جهة الإصدار: البنك المركزي اليمني      | جهة الإصدار: البنك المركزي اليمني      | جهة الإصدار: البنك المركزي اليمني      | المُصمِم: غير معروف      | المُصمِم: غير معروف      | المُصمِم: غير معروف      | المُصمِم: غير معروف      |
| العلامة المائية: شعار اليمن ورقم (٢٥٠) | العلامة المائية: شعار اليمن ورقم (٢٥٠) | العلامة المائية: شعار اليمن ورقم (٢٥٠) | العلامة المائية: شعار اليمن ورقم (٢٥٠) | الأبعاد (مم): 155 × 75 | الأبعاد (مم): 155 × 75 | الأبعاد (مم): 155 × 75 | الأبعاد (مم): 155 × 75 |
| وصف الوجه الأمامي |                                        |                                        |                                        |                        |                        |                        |                        |
| - الصور والرموز والرسومات: جامع الصالح، صنعاء - اللون: بني وأزرق - الكتابات: البنك المركزي اليمني صدرت بموجب قانون البنك المركزي اليمني، عن البنك المركزي اليمني جامع الصالح |                                        |                                        |                                        |                        |                        |                        |                        |
| وصف الوجه الخلفي |                                        |                                        |                                        |                        |                        |                        |                        |
| - الصور والرموز والرسومات: المكلا، حضرموت - اللون: بني وأزرق - الكتابات: CENTRAL BANK OF YEMEN خور المكلا TWO HUNDRED FIFTY RIALS                                            |                                        |                                        |                                        |                        |                        |                        |                        |
| صورة الوجه الأمامي | صورة الوجه الخلفي                      | مكان وتاريخ الإصدار                    | المطبعة                                | التوقيع                | الأبعاد                | SCWPM                  | الملاحظات              |
| |                                        | 2009                                   | غوزناك                                 | محافظ البنك المركزي    | 155 × 75               | YE-35                  |                        |

## طالع أيضًا
- قائمة النقود المعدنية اليمنية